# Лудаш Матьи (мультфильм)
«Лудаш Матьи» (венг. Lúdas Matyi) — венгерский мультипликационный фильм 1977 года по мотивам венгерской народной сказки. Первый полнометражный мультфильм режиссёра Аттилы Даргаи.

## Сюжет
У бездомного мальчика по имени Матьи был единственный друг — гусь. По воле случая этого гуся замечает жадный и жестокий граф Дёбрёга, владелец трёх деревень — Верхнего, Среднего и Нижнего Дёбрёгов. Графу приглянулся гусь, и он решил отобрать его у Матьи. Но мальчик отказывается расстаться с другом. В ответ граф устраивает «справедливый» суд и приказывает наказать Матьи — ему дают двадцать пять ударов палкой. Оскорблённый Матьи клянётся отомстить и трижды тайком избить графа.

## Производство
Производство фильма началось в 1975 году. Сценарий переписывался девять раз, прежде чем прийти к окончательному варианту. Режиссёр Аттила Даргаи также выбрал в качестве музыки к фильму «Венгерскую рапсодию», написанную Ференцом Листом II.
Тестовые рисунки начались в сентябре 1975 года, фоны начали рисовать 1 декабря, а сам фильм — 1 февраля 1976 года. Эта часть работы продолжалась семь месяцев, до 1 сентября, в то время как постпродакшн затянулся до 1977 года.

## Над фильмом работали
- Производство: Паннония[7][8][9]
- Режиссёр: Аттила Даргаи
- Сценаристы: Аттила Даргаи, Михай Фазекаш, Йожеф Непп, Йожеф Ромханьи
- Оператор: Ирен Хенрик
- Композитор: Тамаш Дароци Бардош
- Художник: Марцель Янкович
- Монтажёр: Магда Хап

## Роли озвучивали
- Андраш Керн — Лудаш Матьи
- Ласло Чаканьи — Доброги
- Габор Агарди — испанец
- Антал Фаркаш — Фохажду
- Ласло Чурка — Хажду И.
- Шандор Шука — Пускатолтогето
- Хильда Гобби — Бири Нени
- Ласло Инке — Дьогиковач
- Пал Байка — медвежий пастор
- Камилл Фелеки — бородатый старик
- Арпад Дьенге — старик с большим носом
- Карой Меч — рассказчик